# Cộng hòa Ả Rập Yemen
Cộng hòa Ả Rập Yemen, (tiếng Ả Rập: الجمهوريّة العربية اليمنية [al-Jamhūrīyah al-`Arabīyah al-Yamanīyah]) còn được biết đến với cái tên Bắc Yemen hay Yemen Sana'a, là một quốc gia tồn tại từ năm 1962 đến 1990 ở vùng tây bắc của Yemen ngày nay. Thủ đô là Sana'a, giáp Nam Yemen ở phía đông nam, Ả Rập Xê Út ở phía bắc, và biển Đỏ ở phía tây, có biên giới biển với Djibouti và Ethiopia.
Cộng hòa Ả Rập Yemen được thành lập sau một cuộc đảo chính năm 1962, khi các sĩ quan quân đội theo chủ nghĩa Nasser lật đổ chế độ quân chủ và tuyên bố thành lập nước cộng hòa. Sự kiện này dẫn đến một cuộc nội chiến kéo dài 8 năm, kết thúc với thắng lợi của phe cộng hòa. Sau nội chiến, quốc gia này trải qua nhiều bất ổn chính trị, xung đột, ám sát và đảo chính; chính quyền do quân đội kiểm soát trong các giai đoạn 1962–1967 và 1974–1978.
Tình hình chỉ tương đối ổn định khi Ali Abdullah Saleh lên nắm quyền, củng cố được chính phủ. Bắc Yemen thiết lập quan hệ tốt với nhiều nước Ả Rập và Hoa Kỳ để đối trọng với Nam Yemen theo chủ nghĩa cộng sản, nhưng vẫn duy trì quan hệ với Liên Xô và mua vũ khí từ đó.
Ngày 22 tháng 5 năm 1990, Bắc Yemen thống nhất với Nam Yemen, thành lập Cộng hòa Yemen hiện nay, dưới sự lãnh đạo của Saleh.

## Bối cảnh
Sau khi Đế chế Ottoman tan rã năm 1918 sau Thế chiến I, miền Bắc Yemen trở thành một quốc gia độc lập với tên gọi Vương quốc Mutawakkilite Yemen.
Quốc vương đầu tiên là Yahya Muhammad Hamid ad-Din (Imam Yahya), tuyên bố độc lập khỏi Ottoman và được quốc tế công nhận năm 1926. Ông thành lập quân đội chính quy đầu tiên của Yemen, tiến hành chiến tranh với Ả Rập Xê Út, và không công nhận biên giới với xứ bảo hộ Aden của Anh, dẫn đến xung đột với quân Anh. Tuy nhiên, ông chủ yếu tập trung vào việc củng cố quyền lực và thiết lập một chính quyền trung ương ổn định, bổ nhiệm con trai làm người cai trị các tỉnh. Sau gần 30 năm trị vì, ông bị ám sát trong cuộc đảo chính Al-Waziri năm 1948.
Người kế vị là Ahmad bin Yahya, con trai của Yahya. Giống cha, Ahmad là người bảo thủ, độc đoán, thường xuyên bị ám sát hụt, và bị nhiều phe phái chống đối — từ thành viên trong hoàng tộc đến các nhà cách tân theo chủ nghĩa Ả Rập thống nhất. Ông khai thác sự chia rẽ xã hội bộ tộc Yemen để duy trì quyền lực. Trong chính sách đối ngoại, ông luôn tìm cách trục xuất Anh khỏi Aden, nhưng qua đời đột ngột năm 1962, trước khi kịp thực hiện ý đồ.
Trong suốt thời kỳ quân chủ tuyệt đối, Yemen là quốc gia kém phát triển, với nền kinh tế lạc hậu, thiếu đường sá và phương tiện cơ giới. Dù vua Yahya có thực hiện một vài cải cách, chúng không đủ để hiện đại hóa đất nước. Dưới thời vua Ahmad, Yemen vẫn là xã hội phong kiến, nơi mọi việc dù nhỏ nhặt đều phải trình lên imam phê chuẩn, ví dụ như việc di chuyển xe tải hay cho lừa ăn.

## Lịch sử

### Đảo chính và nội chiến
Sự lạc hậu và thiếu phát triển của Vương quốc Yemen dưới chế độ quân chủ đã tạo ra làn sóng tư tưởng cách mạng và chống quân chủ trong nhiều tầng lớp xã hội. Ngay cả trong quân đội cũng có nhiều binh sĩ và sĩ quan mang tư tưởng cộng hòa, theo chủ nghĩa Nasser (liên hệ với cuộc cách mạng ở Ai Cập do Gamal Abdel Nasser lãnh đạo). Trong năm 1962, ít nhất bốn âm mưu đảo chính chống lại nhà vua được lên kế hoạch, trong đó hai âm mưu đến từ các chỉ huy quân đội. Vào tháng 12/1961, một tổ chức mang tên "Tổ chức Sĩ quan Tự do" (tương tự phong trào "Sĩ quan Tự do" tại Ai Cập) được thành lập để phối hợp cho một cuộc đảo chính chống lại chế độ quân chủ Yemen.
Tuy nhiên, ngày 19 tháng 9 năm 1962, vua Ahmad bin Yahya bất ngờ qua đời vì bệnh, khiến kế hoạch đảo chính bị gián đoạn. Con trai ông, Muhammad al-Badr được lập làm vua ngay sau đó. Al-Badr hứa sẽ hiện đại hóa Yemen để bắt kịp sự phát triển của thế giới, nhưng chưa đầy một tuần sau khi lên ngôi, ông bị lật đổ trong một cuộc đảo chính quân sự vào ngày 26 tháng 9 năm 1962 do một nhóm sĩ quan theo chủ nghĩa Nasser tiến hành. Nhóm này tự xưng là Hội đồng Chỉ huy Cách mạng, tuyên bố thành lập Cộng hòa Ả Rập Yemen, bãi bỏ chế độ quân chủ và tuyên bố cải tổ toàn diện đất nước. Liên Xô là nước đầu tiên công nhận chính phủ mới.
Cuộc đảo chính ở miền Bắc đã khơi nguồn cho các cuộc nổi dậy và tình trạng khẩn cấp ở miền Nam (Aden). Hai ngày sau đảo chính, Abdullah al-Sallal, một trong các thủ lĩnh chính của cuộc đảo chính, trở thành Tổng thống đầu tiên của nước cộng hòa mới. Trong bài phát biểu đầu tiên, ông tuyên bố rằng "chế độ quân chủ thối nát tồn tại cả nghìn năm là nỗi ô nhục của dân tộc Ả Rập và nhân loại; ai cố gắng khôi phục nó là kẻ thù của Thượng đế và loài người".
Tuy nhiên, vua Badr không bị bắt mà chạy thoát và nhanh chóng tập hợp các bộ tộc trung thành, đặc biệt ở khu vực miền núi. Ông nhận được sự ủng hộ mạnh mẽ từ Ả Rập Xê Út và Jordan, là những nước quân chủ lo sợ rằng cuộc cách mạng Yemen có thể đe dọa đến chính thể của họ. Trong khi đó, Ai Cập dưới thời Nasser nhiệt tình ủng hộ phe Cộng hòa bằng việc gửi hàng ngàn binh lính, cố vấn và vũ khí sang Yemen, coi đây là chiến trường lý tưởng để mở rộng ảnh hưởng của chủ nghĩa Ả Rập thống nhất. Cuộc đảo chính năm 1962 nhanh chóng biến thành nội chiến toàn diện giữa phe Cộng hòa (được Ai Cập và Liên Xô hỗ trợ) và phe bảo hoàng (được hỗ trợ bởi Ả Rập Xê Út, Jordan, và các bộ tộc miền núi). Nội chiến Bắc Yemen (1962–1970) trở thành một trong những xung đột ủy nhiệm tiêu biểu thời Chiến tranh Lạnh tại Trung Đông.
Chiến tranh kéo dài khốc liệt và khiến hàng chục nghìn người thiệt mạng. Ai Cập bị sa lầy trong cuộc chiến, tốn kém lớn về tài chính và nhân lực. Năm 1967, sau khi Ai Cập thua trong Chiến tranh Sáu ngày với Israel, phần lớn quân đội Ai Cập rút khỏi Yemen, khiến phe Cộng hòa mất đi hậu thuẫn chủ lực. Cuối năm 1967, phe bảo hoàng bao vây thủ đô Sana'a, nhưng không thể đánh bại được phe Cộng hòa vốn đã được tổ chức tốt hơn. Dù phần lớn vùng nông thôn và vùng núi do phe bảo hoàng kiểm soát, nhưng các thành phố lớn như Sana'a và Taiz nằm trong tay phe Cộng hòa. Năm 1970, trước sự kéo dài mệt mỏi từ cuộc chiến và áp lực quốc tế, Ả Rập Xê Út bất ngờ công nhận Cộng hòa Ả Rập Yemen, khiến vua Badr bị phản bội và cô lập hoàn toàn. Các nước như Anh và Hoa Kỳ nhanh chóng công nhận chính phủ Cộng hòa sau đó.
Cuộc nội chiến chính thức kết thúc vào ngày 1 tháng 12 năm 1970 với chiến thắng thuộc về phe Cộng hòa, nhưng đất nước Yemen bị tàn phá nghiêm trọng về kinh tế, hạ tầng, và xã hội. Đây là bước chuyển biến lịch sử chấm dứt hơn một thiên niên kỷ chế độ quân chủ tôn giáo tại Yemen và mở đường cho quá trình hiện đại hóa dù vẫn rất gian nan trong những thập kỷ tiếp theo.

### Hậu nội chiến
Mặc dù cuộc nội chiến ở Bắc Yemen đã kết thúc, nhưng hậu quả mà nó để lại vẫn rất nặng nề. Cơ sở hạ tầng vốn đã nghèo nàn bị hủy hoại nghiêm trọng do giao tranh, các cuộc ném bom và pháo kích. Nền kinh tế yếu kém gần như sụp đổ hoàn toàn, khiến đời sống người dân trở nên ngày càng khốn khổ. Trong suốt thập niên đầu sau chiến tranh, Bắc Yemen chìm trong tình trạng bất ổn chính trị, với nhiều cuộc đảo chính do các sĩ quan bất mãn tiến hành.
Việc tái thiết đất nước gặp rất nhiều khó khăn. Một trong những vấn đề nghiêm trọng là ngân sách quốc gia quá nhỏ, chỉ khoảng 9 triệu bảng Anh, trong đó khoảng 50% được dành cho quân đội. Tuy nhiên, con số đó vẫn không đủ để đáp ứng nhu cầu xây dựng và phát triển đất nước trong bối cảnh hậu chiến. Quân đội lúc này trở thành một phương tiện thăng tiến xã hội, nhưng chính quân đội lại tham nhũng nghiêm trọng. Hệ thống hậu cần quân sự do chính phủ kiểm soát, nhưng lại phụ thuộc vào lòng trung thành từ các chỉ huy địa phương, đồng thời dễ bị thao túng bởi hối lộ và lợi ích cá nhân.
Mặc dù các nhà lãnh đạo Cộng hòa Ả Rập Yemen đã nỗ lực hiện đại hóa đất nước, đẩy mạnh giáo dục, chống tham nhũng và mở rộng hạ tầng cơ bản, nhưng những nỗ lực này không mang lại kết quả như mong đợi. Đến tận năm 1990, Bắc Yemen vẫn là một quốc gia nghèo, lạc hậu và ngập chìm trong tham nhũng, phần lớn do sự bất ổn chính trị kéo dài và tình trạng gia đình trị, bè phái lan rộng trong bộ máy nhà nước.
Từ thập niên 1960, chính phủ Yemen đã thành lập Bộ Các vấn đề Bộ tộc để quản lý và giải quyết các mâu thuẫn giữa các bộ tộc, vốn là hệ quả tồn đọng từ thời quân chủ. Tổng thống đầu tiên nước cộng hòa, Abdullah al-Sallal bị lật đổ vào năm 1967, trước khi nội chiến kết thúc, và được thay thế bằng Abdul Rahman al-Eryani, nhà lãnh đạo dân sự duy nhất trong lịch sử Bắc Yemen.
Dù Eryani phản đối chế độ quân chủ, ông lại tìm cách hòa giải với phe bảo hoàng sau khi nội chiến chấm dứt. Năm 1970, ông ký kết một thỏa thuận hòa bình toàn quốc với nhiều người ủng hộ chế độ cũ, đồng thời thiết lập quan hệ chính thức với Ả Rập Xê Út, quốc gia từng hậu thuẫn phe bảo hoàng, và thuyết phục họ công nhận chính quyền cộng hòa mới.
Trong thời gian cầm quyền, Eryani đạt được một số bước tiến: một bản hiến pháp vĩnh viễn được ban hành, cuộc bầu cử quốc hội đầu tiên được tổ chức, và một thỏa thuận thống nhất với Nam Yemen được ký vào năm 1972, đây là nền tảng cho việc thống nhất đất nước vào năm 1990.
Tuy vậy, chính quyền Eryani vẫn rất yếu kém. Dù có một bộ máy chính phủ trung ương, nhưng quyền lực thực tế lại nằm trong tay các tộc trưởng và các lực lượng quân sự địa phương. Bắc Yemen rơi vào tình trạng hỗn loạn xã hội, với ảnh hưởng từ các thủ lĩnh bộ tộc ngày càng mạnh mẽ. Quốc hội bị kiểm soát bởi tầng lớp tinh hoa bộ tộc; các đơn vị quân đội chủ chốt do các tộc trưởng chỉ huy; nhiều lực lượng dân quân bộ tộc được hợp thức hóa và sáp nhập vào quân đội quốc gia. Từ năm 1971 đến 1973, các lực lượng cánh tả phát động một cuộc chiến tranh du kích toàn diện chống lại chính phủ. Đến tháng 1 năm 1973, các báo cáo cho thấy có nhiều cuộc nổi dậy địa phương chống lại các tộc trưởng, cùng với sự xâm nhập bởi các tay súng từ Nam Yemen, càng khiến tình hình đất nước thêm bất ổn.

### Chính quyền quân sự nắm quyền
Những vấn đề kéo dài trong thời kỳ Tổng thống Abdul Rahman al-Eryani đã dẫn đến việc ông bị lật đổ vào ngày 13 tháng 6 năm 1974, trong một cuộc đảo chính mang tên "Phong trào Chỉnh đốn ngày 13 tháng 6". Cuộc đảo chính do Hội đồng Chỉ huy Quân sự, một tập hợp gồm 7 sĩ quan quân đội theo chủ nghĩa Nasser, tiến hành. Người đứng đầu Hội đồng Chỉ huy Quân sự và trở thành lãnh đạo mới là Đại tá Ibrahim al-Hamdi.
Ngay sau đảo chính, Hội đồng Chỉ huy Quân sự đã đình chỉ hệ thống bầu cử gián tiếp ở các vùng nông thôn, vốn được sử dụng dưới thời Eryani, nhằm giảm ảnh hưởng từ giới tinh hoa bộ tộc. Khác với Eryani, Hamdi chủ trương tập trung hóa quyền lực vào nhà nước và tích cực đấu tranh chống lại ảnh hưởng từ các bộ tộc lớn trong cả đời sống chính trị lẫn xã hội. Ông muốn thống nhất đất nước vốn bị chia rẽ bởi các mâu thuẫn bộ tộc kéo dài từ thời quân chủ và suốt thời kỳ nội chiến. Hamdi giải tán Bộ Các vấn đề Bộ tộc, xem đây là rào cản cho sự phát triển kinh tế và xã hội. Ông cũng tiến hành tái tổ chức quân đội với mục tiêu xây dựng một lực lượng hiện đại, trung thành với nhà nước thay vì các bộ tộc địa phương. Một kế hoạch phát triển hạ tầng quy mô lớn được khởi động và đặc biệt, Hamdi đầu tư mạnh vào giáo dục, chiếm tới 31% ngân sách quốc gia hằng năm.
Tất cả những nỗ lực đó được Hamdi gọi là “Sáng kiến Chỉnh đốn Cách mạng”, nhưng nhiều cải cách trong số này sau cùng không đạt được hiệu quả như kỳ vọng. Dù ông chủ trương hiện đại hóa và phi bộ tộc hóa chính quyền, chính thời kỳ Hamdi lại chứng kiến sự gia tăng ảnh hưởng quân đội trong chính trị và đời sống xã hội, khi quân đội trở thành trụ cột chính trong hệ thống chính trị. Bên cạnh đó, Hamdi cũng có những bước tiến xích lại gần Nam Yemen theo chế độ xã hội chủ nghĩa, hướng đến khả năng thống nhất đất nước. Tháng 2 năm 1977, ông và Tổng thống Nam Yemen Salim Rubaya Ali ký Hiệp định Kataba, thống nhất việc thành lập một hội đồng tổng thống liên Yemen để giải quyết các tranh chấp biên giới và phối hợp trong nhiều lĩnh vực, bao gồm chính sách đối ngoại.
Tuy nhiên, tham vọng cải cách và thống nhất của Hamdi đã kết thúc đột ngột. Năm 1977, ông bị ám sát trong bối cảnh đầy nghi vấn. Một số nguồn cho rằng thủ phạm là điệp viên Ả Rập Xê Út, vốn lo sợ sự trỗi dậy của một Yemen độc lập, hiện đại và gần gũi với Nam Yemen xã hội chủ nghĩa. Một giả thuyết khác chỉ ra Abdullah al-Ahmar, thủ lĩnh liên minh bộ tộc Hashid và là một trong những nhân vật quyền lực nhất ở Bắc Yemen, có thể là người đứng sau vụ ám sát.

### Thời kỳ Ahmad al-Ghashmi (1977–1978)
Sau khi Tổng thống Ibrahim al-Hamdi bị ám sát năm 1977, quyền lực rơi vào tay một sĩ quan quân đội khác, Ahmad al-Ghashmi, người cũng bị nghi ngờ có liên quan đến vụ ám sát Hamdi. Khác với người tiền nhiệm theo khuynh hướng cải cách và hiện đại hóa, Ghashmi là một nhân vật bảo thủ, phản đối nhiều cải cách mà Hamdi đã khởi xướng. Ông có mối quan hệ thân thiết với Ả Rập Xê Út, từng công khai kêu gọi thống nhất với Ả Rập Xê Út, và chống lại những nỗ lực của Hamdi nhằm giảm bớt ảnh hưởng từ Ả Rập Xê Út đối với Yemen.
Ngày 6 tháng 2 năm 1978, Ghashmi ban hành sắc lệnh thành lập Hội đồng Nhân dân Lập hiến, thay thế cho Quốc hội, với ảnh hưởng lớn từ các bộ tộc, một bước đi được xem là nhằm khôi phục vai trò tầng lớp tinh hoa bộ tộc từng bị Hamdi hạn chế. Đến ngày 22 tháng 4 năm 1978, Hội đồng này chính thức bỏ phiếu giải tán Hội đồng Chỉ huy Quân sự, cơ quan nắm quyền sau cuộc đảo chính năm 1974, và bổ nhiệm Ghashmi làm Tổng thống.
Tuy nhiên, chính quyền Ghashmi nhanh chóng đối mặt với bất ổn. Từ tháng 5 đến tháng 6 năm 1978, một cuộc nổi dậy bởi phe cánh tả nổ ra gần biên giới với Cộng hòa Dân chủ Nhân dân Yemen, do Ali Abd Aalim, một sĩ quan cánh tả và thành viên cũ Hội đồng Chỉ huy Quân sự, lãnh đạo. Cuộc nổi dậy bị đàn áp đẫm máu, khiến khoảng 50 người thiệt mạng. Sau khi thất bại, Aalim chạy trốn sang Aden và gia nhập lực lượng cánh tả Mặt trận Dân tộc Dân chủ, lực lượng đối lập chống lại chính quyền trung ương.
Không có nhiều thông tin cụ thể về thời kỳ cầm quyền của Ghashmi, nhưng thực tế là ông chỉ tại vị trong vòng 8 tháng. Vào ngày 24 tháng 6 năm 1978, ông cũng bị ám sát, đánh dấu một giai đoạn đầy biến động, đảo chính và bất ổn chính trị liên tục tại Bắc Yemen sau nội chiến.

### Ali Abdullah Saleh nắm quyền
Sau vụ ám sát Tổng thống Ahmad al-Ghashmi vào ngày 24 tháng 6 năm 1978, Đại tá Ali Abdullah Saleh được bổ nhiệm làm thành viên Hội đồng Tổng thống lâm thời 4 người và Phó Tổng tham mưu trưởng. Từ thời Tổng thống Hamdi, Saleh đã có ảnh hưởng đáng kể trong quân đội và khéo léo đưa người thân tín vào các vị trí chiến lược. Ngày 17 tháng 7 năm 1978, ông được quốc hội bầu làm Tổng thống Cộng hòa Ả Rập Yemen, kiêm Tổng tư lệnh quân đội và Tham mưu trưởng, trên lý thuyết nắm toàn quyền kiểm soát đất nước.
Tuy nhiên, quyền lực ban đầu của ông rất mong manh. Cả trong và ngoài Yemen đều không kỳ vọng ông sẽ giữ được ghế lâu dài, vì hai người tiền nhiệm đều bị ám sát. Giai đoạn 1978–1979, hàng loạt âm mưu đảo chính và ám sát xảy ra, trong khi Mặt trận Dân chủ Quốc gia, một liên minh đối lập do Libya và Nam Yemen hậu thuẫn, phát động cuộc nổi dậy kéo dài nhiều năm, ban đầu đạt được một số thắng lợi.
Tuy nhiên, Saleh đã vượt qua tất cả, làm giới quan sát quốc tế bất ngờ. Nhờ viện trợ từ Mỹ và Đài Loan, ông đánh bại Mặt trận Dân chủ Quốc gia vào năm 1982, củng cố quyền lực. Saleh chủ động hòa giải với các lãnh đạo bộ tộc, đặc biệt là liên minh Hashid. Bộ tộc Hashid trở thành trụ cột an ninh của chế độ Saleh, với khoảng 70% chỉ huy trong quân đội và lực lượng an ninh đến từ tộc Sanhan, một nhánh của Hashid.
Saleh đảo ngược các cải cách của Hamdi, mở đường cho nạn tham nhũng lan rộng. Ông thanh trừng quân đội, loại bỏ các chỉ huy có thể tạo phản, dù điều này khiến hiệu quả quân sự suy giảm, đặc biệt trong cuộc chiến lần thứ hai với Nam Yemen. Để bảo vệ bản thân trước nguy cơ đảo chính, Saleh xây dựng lực lượng bảo vệ riêng và mở rộng vai trò Lực lượng Vệ binh Cộng hòa, đội quân tinh nhuệ đóng quanh thủ đô. Từ vài nghìn quân vào cuối thập niên 1970, lực lượng này được mở rộng nhanh chóng.
Saleh cũng tăng cường vai trò của quân đội trong nền kinh tế, và sử dụng chính quyền như một hệ thống bảo trợ cho gia đình mình. Dù không xuất thân từ dòng tộc lớn hay quý tộc, ông tự mình vươn lên, đưa 7 người anh em ruột và sau này là con trai, con rể, cháu trai, cháu gái… vào các vị trí quyền lực. Dưới tầng lớp gia đình, ông phụ thuộc vào lòng trung thành từ bộ tộc Sanhan (quê ông) và bộ tộc Hamdan San’a (quê người đỡ đầu al-Ghashmi).
Nhà báo Robert F. Worth của The New York Times mô tả Saleh như người đã đạt được “thỏa thuận mafia” với các tộc trưởng quyền lực, biến chính quyền thành hệ thống chia chác quyền lợi. Ông bị cáo buộc đã biển thủ hàng chục tỷ USD công quỹ, dù đất nước Yemen vẫn là một trong những nơi nghèo nhất thế giới. Tài sản cá nhân của Saleh ước tính lên tới 62 tỷ USD, đưa ông trở thành một trong 5 người giàu nhất thế giới đầu thế kỷ 21.
Dù vậy, Saleh vẫn duy trì được sự ổn định cho Bắc Yemen sau hàng loạt đảo chính và xung đột. Ông cải thiện quan hệ với các nước láng giềng, tái khởi động các chương trình phát triển và dẫn dắt Yemen bước vào thời kỳ khai thác dầu mỏ. Nhưng phần lớn dân chúng không cảm nhận được lợi ích từ các chính sách đó; tầng lớp trên của chính quyền và quân đội mới là những người hưởng lợi.
Cũng như các lãnh đạo ở Nam Yemen, Saleh thường được gọi bằng ba danh xưng chính thức sau tên: Tổng thống nước cộng hòa, Tổng tư lệnh quân đội, và Tổng thư ký Đại hội Nhân dân Toàn quốc.
Đến giữa thập niên 1980, dù không xây dựng được nền kinh tế mạnh hay xã hội công bằng, nhưng chế độ Saleh đã giúp Bắc Yemen trở nên ổn định hơn nhiều so với giai đoạn những năm 1970. Trong năm 1982, ngân sách dành cho quân đội lên tới 1.810 triệu rial, gấp ba lần tổng chi cho y tế và giáo dục (580 triệu rial). Nhờ đó, Bắc Yemen đã đạt thế quân sự ngang bằng với Nam Yemen. Tuy nhiên, các vấn đề xã hội vẫn trầm trọng: đa số dân Bắc Yemen vẫn mù chữ và nghèo khổ. Tháng 10 năm 1983, khủng hoảng bùng phát khi Saleh cải tổ nội các, đồng thời áp đặt kiểm soát nhập khẩu nghiêm ngặt, chấm dứt giai đoạn “dễ thở” nhờ tiền tài trợ từ các nước dầu mỏ vùng Vịnh.
Dù có chính sách đối đầu mạnh hơn với Nam Yemen và Mặt trận Dân chủ Quốc gia, Saleh không ngăn được sự nổi dậy từ các bộ tộc. Giữa năm 1979, một số thủ lĩnh bộ tộc thành lập Mặt trận Hồi giáo để phản đối chính sách hòa giải với miền Nam. Về sau, mặt trận này lại trở thành đồng minh của chính quyền khi Saleh thay đổi lập trường và mạnh tay với phe cánh tả. Tuy nhiên, xung đột bộ tộc vẫn diễn ra thường xuyên. Năm 1988, Yemen rơi vào nội chiến kéo dài một tháng, khiến khoảng 10,000 người thiệt mạng, cho thấy sự bất ổn vẫn luôn âm ỉ trong lòng chế độ.

### Thống nhất
Vào cuối những năm 1980, trong bối cảnh Liên Xô tiến hành chính sách cải tổ toàn diện (perestroika), các làn sóng cải cách cũng bắt đầu lan rộng tới Cộng hòa Dân chủ Nhân dân Yemen. Chính phủ Nam Yemen, vốn theo đường lối chủ nghĩa xã hội, bắt đầu thực hiện một số cải cách chính trị quan trọng: trả tự do cho các tù nhân chính trị, cho phép thành lập các đảng phái chính trị mới, và từng bước xây dựng lại hệ thống tư pháp được đánh giá là công bằng hơn so với hệ thống tại Bắc Yemen. Tuy nhiên, Nam Yemen phụ thuộc lớn vào viện trợ kinh tế và quân sự từ Liên Xô. Khi Liên Xô bắt đầu suy yếu và cắt giảm hỗ trợ, Nam Yemen rơi vào thế khó khăn về tài chính và chiến lược. Tình hình này buộc chính quyền Nam Yemen phải xem xét lại quan hệ với Cộng hòa Ả Rập Yemen. Hai bên bắt đầu khởi động lại các cuộc đàm phán, vốn đã từng bế tắc trong suốt nhiều năm.
Vào tháng 5 năm 1988, Bắc và Nam Yemen đạt được một bước đột phá trong quan hệ: cả hai đồng ý nối lại các cuộc đàm phán về việc thống nhất đất nước. Ngoài ra, hai bên còn thống nhất thiết lập một khu vực hợp tác khai thác dầu khí dọc theo biên giới chưa được phân định rõ ràng, tiến hành phi quân sự hóa vùng biên giới, và đặc biệt là cho phép công dân hai miền được tự do qua lại chỉ bằng thẻ căn cước, một động thái thể hiện thiện chí hợp tác sâu rộng.
Sau nhiều nỗ lực, đến năm 1990, hai chính phủ đã đạt được một thỏa thuận toàn diện về việc thành lập một chính quyền chung để điều hành Yemen thống nhất. Ngày 22 tháng 5 năm 1990, Yemen chính thức tuyên bố thống nhất thành "Cộng hòa Yemen". Một lộ trình thống nhất kéo dài 30 tháng được hoạch định, với mục tiêu hoàn tất vào tháng 11 năm 1992. Tem bưu chính đầu tiên mang tên "Cộng hòa Yemen" được phát hành vào tháng 10 cùng năm như một biểu tượng của sự kiện trọng đại. Tổng thống Bắc Yemen, Ali Abdullah Saleh trở thành tổng thống nước Yemen thống nhất, và hệ thống chính trị của ông, dựa trên các mối quan hệ thân hữu và bộ máy quyền lực tập trung, tiếp tục chi phối chính trường. Các bộ ngành hai bên được tiến hành sáp nhập dần, tuy nhiên hai loại tiền tệ hai miền vẫn cùng được sử dụng cho đến ngày 11 tháng 6 năm 1996. Mặc dù chính phủ trung ương đã cố gắng hợp nhất hai hệ thống kinh tế và chính trị hoàn toàn khác biệt, nhưng quân đội Bắc và Nam Yemen lại không được hợp nhất một cách thực chất, đây là một mầm mống gây bất ổn sau này.
Đến năm 1994, những bất mãn tích tụ của người dân Nam Yemen bùng nổ thành một cuộc nội chiến. Cảm thấy địa vị chính trị và kinh tế của mình bị suy giảm nghiêm trọng trong nhà nước thống nhất, lực lượng ly khai từ miền Nam đã phát động phong trào ly khai nhằm tách khỏi sự kiểm soát chính quyền trung ương tại Sana'a. Tuy nhiên, chính phủ dưới quyền Tổng thống Saleh đã nhanh chóng và quyết liệt đàn áp phong trào này. Cuộc nổi dậy bị dập tắt một cách tàn bạo, và Yemen tránh được việc tái chia cắt. Kể từ đó, quyền lực trong nhà nước thống nhất nghiêng hẳn về phía Bắc Yemen. Những người cộng sản và cựu quan chức Nam Yemen từng giữ vai trò quan trọng trong chính quyền Cộng hòa Dân chủ Nhân dân Yemen bị gạt khỏi chính quyền, nhiều người bị đàn áp. Về kinh tế, miền Nam rơi vào tình trạng bị thiệt thòi rõ rệt: nguồn thu từ dầu mỏ và tài nguyên tại khu vực này phần lớn chảy vào tay chính quyền trung ương ở Sana’a, vốn là thủ đô Bắc Yemen trước thống nhất và nay tiếp tục là thủ đô thống nhất. Miền Nam dần bị gạt ra bên lề trong quá trình phát triển kinh tế, chính trị, làm sâu sắc thêm mâu thuẫn nội tại trong lòng Yemen thống nhất.

## Thư viện ảnh

Quốc kỳ (1962)
Quốc kỳ (1962–1990)

Quốc huy (1962–1966)
Quốc huy (1966–1974)
Quốc huy (1974–1990)